# Кавачеппи, Бартоломео
Бартоломео Кавачеппи (итал. Bartolomeo Cavaceppi, около 1716, Рим — 9 декабря 1799, Рим) — итальянский скульптор и реставратор произведений античной скульптуры.
Б. Кавачеппи большую часть жизни проработал в Риме. В 1729 году поступил в мастерскую французского скульптора-академика Пьер-Этьена Монно, а уже в следующем году начал работать реставратором античных статуй. В 1732 и 1738 годах посещал курсы скульптуры, трудился в мастерской Карло Антонио Наполиони и стал лауреатом премий Академии Святого Луки. 7 июля 1782 года стал членом Академии.
Кавачеппи был главным реставратором знаменитой коллекции антиков, антиквара и куратора Академии, кардинала Алессандро Альбани, который стал его пожизненным покровителем.
Кавачеппи и Наполиони работали в одной мастерской, в их обязанности также входил поиск новых скульптур, изготовление гипсовых слепков, копий и подделок антиквариата — последнее не осуждалось в то время. Кавачеппи стал консультантом и близким другом Иоганна Иоахима Винкельмана. Господствовавший в то время неоклассический вкус, влияние Винкельмана и понимание реставрации как уместности «свободного дополнения» и даже «улучшения» античных произведений сформировали творческий метод Кавачеппи, позднее, по его примеру, усвоенный «реставраторами» многих стран: Германии, Англии, Франции и России, в частности, в работе академического скульптора В. И. Демут-Малиновского.
Свой опыт Кавачеппи изложил в 3-х томном издании, содержащем 180 гравированных иллюстраций: «Коллекция старинных статуй, бюстов, идентифицированных голов и других древних скульптур, восстановленных Кавачеппи, римским скульптором» (Raccolta d’antiche statue, busti, teste cognite ed altre sculture antiche restaurate da Cav. Bartolomeo Cavaceppi scultore romano) (1768—1772). В этом эссе автор показывает себя консервативным и подобострастным придворным мастером, одарённым умом, хитростью и коммерческим духом.
Наследие уходящей эстетики барокко в немалой степени способствовало свободному обращению с антиками, использованию разноцветных мраморов, произвольным дополнениям, весьма умозрительным реставрациям, соединению разнородных фрагментов. К примеру, подлинный античный торс без головы продать в Риме восемнадцатого века было нелегко. В Риме середины восемнадцатого века хорошему скульптору было легче и прибыльнее быть реставратором, чем оригинальным художником. Только в девятнадцатом столетии коллекционеры начнут ценить подлинность даже плохо сохранившихся фрагментов античной скульптуры.
Многие копии, реплики и реставрации работы Кавачеппи до настоящего времени находятся в музеях мира и частных коллекциях: в Музее герцога Антона Ульриха в Брауншвейге, в Сан-Суси в Потсдаме, Сайон-хаусе в Лондоне, замке Вёрлиц в Германии, во многих палаццо в Риме и Неаполе. У Кавачеппи было множество учеников и помощников, среди них: К. Альбачини, Дж. Анджелини, Дж. Пьерантони. Из иностранных художников его влияние испытали Т. Сергель, К. Ф. Шеффер и Дж. Ноллекенс.
Около 1760 года Винкельман назвал мастерскую Кавачеппи «музеем» (Museo Cavaceppi), а примерно десять лет спустя, когда был открыт для посещения его дом на Виа дель Бабуино между площадью Испании и Пьяцца-дель-Пополо, самой посещаемой иностранцами частью Рима, в него устремились многие путешественники и богатые коллекционеры, меценаты и коронованные особы. И. В. Гёте описал свой визит в мастерскую Кавачеппи в «Итальянском путешествии» (XXXII, 1788).
Кавачеппи доверяли изготавливать копии знаменитых скульптур. Английский скульптор Джозеф Ноллекенс заказал Кавачеппи копии кентавров Фуриетти (оригиналы хранятся в Палаццо нуово Капитолийского музея в Риме.
Кавачеппи способствовал приобретению ценных экспонатов для Капитолийских музеев в понтификаты Бенедикта XIV и Климента XIII и собраний частных коллекционеров в Риме. В середине XVIII века, когда мания антиквариата быстро распространялась по Северной Европе, Кавачеппи зарекомендовал себя самым известным мастером реставрации. В течение следующих пятидесяти лет он реставрировал недавно обнаруженные или идентифицированные фрагменты для крупных коллекционеров и меценатов своего времени. Среди его клиентов были И. И. Винкельман и А. Р. Менгс, герцоги и короли, король Густав III из Швеции, Екатерина II и граф И. И. Шувалов из России, князь Понятовский из Польши, архитектор Джеймс Адам и знаменитый коллекционер Уильям Гамильтон из Англии.
За свой вклад в формирование античной коллекции Музея Пио-Клементино в Ватикане, основанного в значительной степени на коллекции Альбани, Кавачеппи в 1770 году был удостоен ордена и звания Рыцаря Золотой шпоры. Сиджисмондо Киджи и Маркантонио Боргезе в 1787 году назначил ему пожизненную пенсию.
Своей успешной работой на антикварном рынке Бартоломео Кавачеппи составил значительное состояние. В его доме-мастерской хранились тысячи отреставрированных античных предметов, статуй и рельефов, фрагментов, копий, гипсовых слепков и форм, эскизов, картин великих мастеров, рисунков, гравюр, медалей… Во время наполеоновской оккупации эта обширная коллекция была рассеяна. Большинство скульптур (более тысячи наименований) приобрел Джованни Торлония, рисунки и медали — Винченцо Пачетти, президент Академии Святого Луки и, позднее, исполнитель завещания Кавачеппи (теперь эти произведения находятся соответственно в Берлине и Ватикане).
Бартоломео Кавачеппи работал до последнего дня и умер в Риме 9 декабря 1799 года. Наследником мастерской и продолжателем его дела стал скульптор-реставратор Винченцо Пачетти. Младший брат Бартоломео — Паоло Кавачеппи (1723—1804) также стал скульптором, но всегда оставался в тени своего старшего брата, с которым работал, вместе со своим сыном Константином (1748—1801). Флавия, дочь Паоло, вышла замуж за скульптора и реставратора Джованни Пьерантони (1742—1821) и их старший сын был крестником Кавачеппи. Оригинальные произведения Паоло неизвестны. В 1770-х годах он восстанавливал резиденции кардинала Альбани, занимался реконструкцией Музея Пио-Клементино и Музея Кьярамонти в Ватикане, Виллы Боргезе и, возможно, Палаццо Киджи.
Бездетный Бартоломео Кавачеппи оставил своё имущество Академии Святого Луки, работой и идеалами которой он восхищался (завещание от 7 сентября 1794 года в Государственном архиве Рима: 30 Notai Capitolini …, рр. 520—522). В 1983 году в Лондоне состоялась большая выставка «Бартоломео Кавачеппи».